# Stockholms sjögård
Denna artikel behandlar Sjögården i Stockholm. För Sjögården i Jönköping, se Sjögården, Jönköping, för orten i Växjö kommun, se Sjögården, Växjö kommun

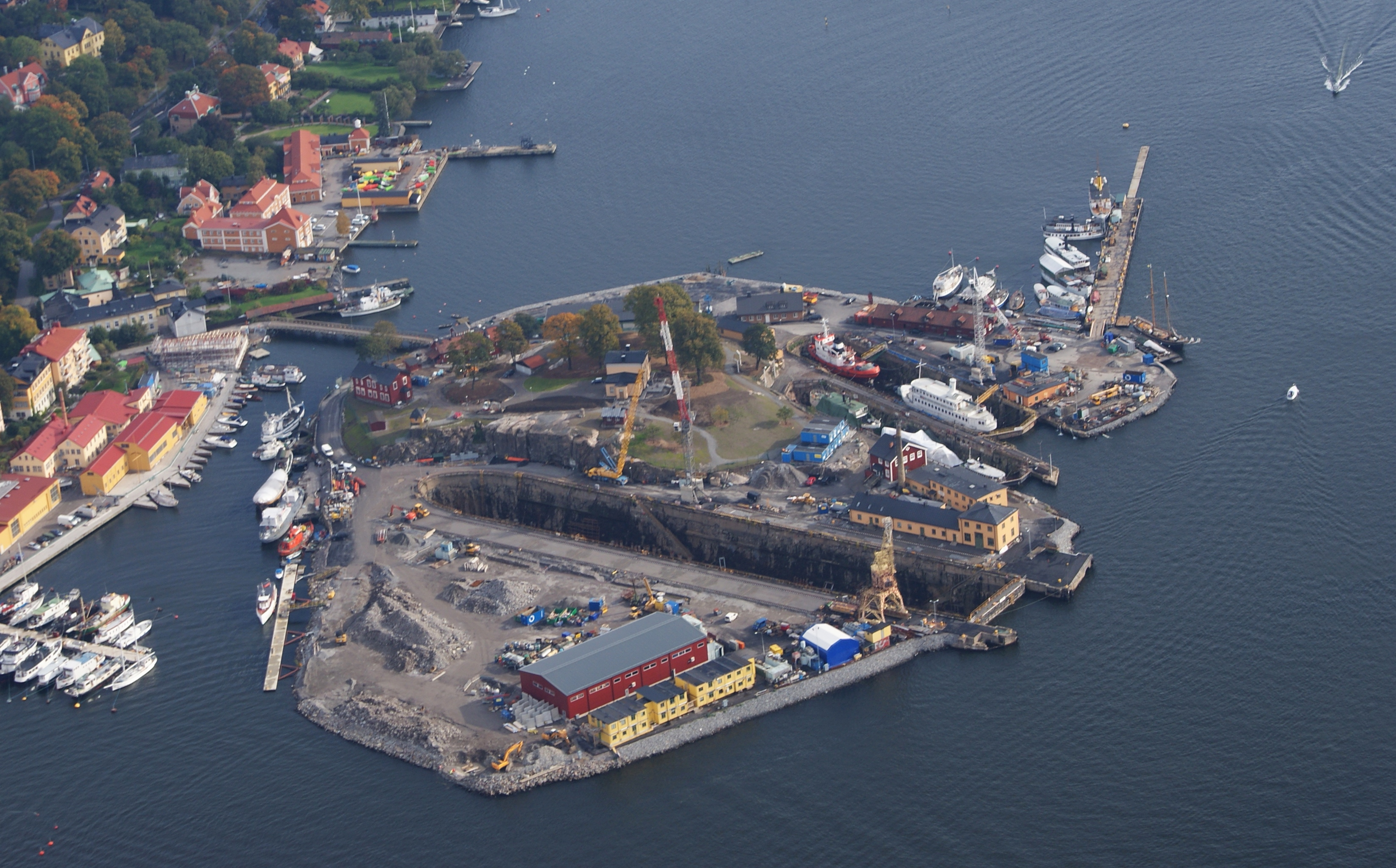
Flygbild över Beckholmen med Beckholmssundet, Nya Djurgårdsvarvet och Rosenvik till vänster.

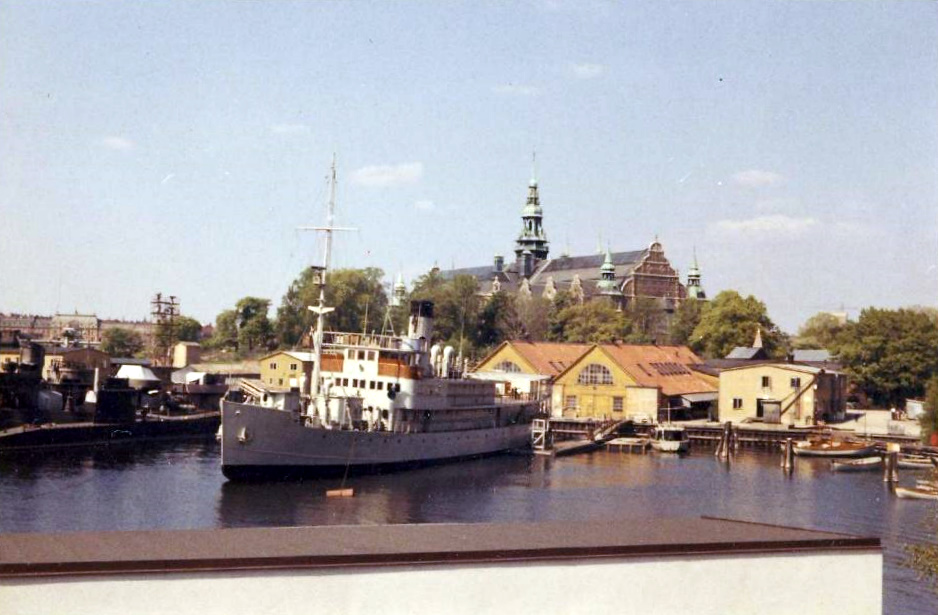
Galärvarvet omkring 1960.

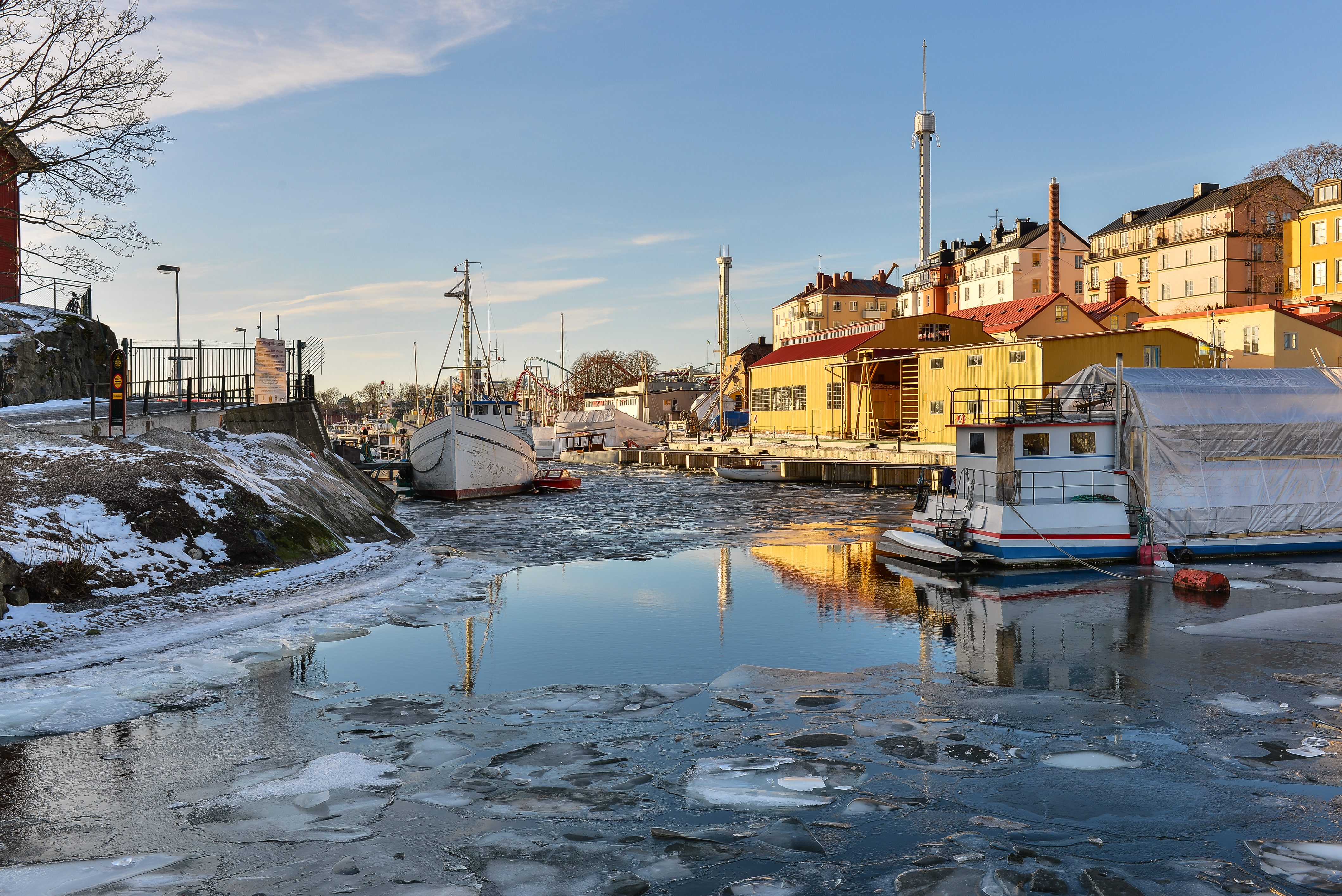
Beckholmssundet med Nya Djurgårdsvarvet.

Stockholms sjögård (kort Sjögården) eller Stockholms Sjögård - Maritim kultur, är en ideell förening för maritim kultur i Stockholm med syfte att sprida kunskap om ett land- och vattenområde mellan Skeppsholmen/Kastellholmen och Södra Djurgården och göra det till ett "marinkulturellt centrum".
Området omfattar Skeppsholmen, Kastellholmen, Beckholmen, Beckholmssundet, Rosenvik, Nya Djurgårdsvarvet, Galärvarvet, Strandvägskajen och östra delen av Blasieholmen samt tillhörande vattenområden Ladugårdslandsviken och delar av Saltsjön. Stockholms sjögårds område är en del av Nationalstadsparken.

## Historik
Det aktuella området har under historiska tider präglats av skeppsbyggeri och av Stockholms örlogsvarv. Efter att Svenska marinen lämnade området 1969 skapades många nya civila inrättningar i marinens gamla anläggningar, främst på Skeppsholmen, Kastellholmen och Galärvarvet. Mest känt är regalskeppet Vasas som 1990 placerades i örlogsvarvets stora torrdocka från 1978 och blev till Vasamuseet. Andra marinhistoriska områden som Djurgårdsvarvet och anläggningarna på Beckholmen förföll dock.
På våren 2002 bildades den ideella föreningen "Stockholms Sjögård - Maritim kultur", kort Sjögården. Sjögårdens syfte är att sprida kunskap om området och göra det till ett marinkulturellt centrum samt att bevara den historiska miljön för framtiden. Sjögården vill även visa upp en levande traditionell båt- och fartygshantering samt genom utbildning vidareföra gammalt maritimt hantverkskunnande. Tidigare fanns föreningen Skeppsholmens Marinkultur som hade ungefär samma syfte som Sjögården, men med begränsning på enbart Skeppsholmen. Sjögårdens geografiska område är väsentligt större. Medlemmar i föreningen är institutioner, museer, föreningar och företag (men inte enskilda personer), som bedriver maritim verksamhet eller har maritimt inriktat intresse inom Sjögårdens område.

## Pågående aktiviteter (i urval)
- Djurgårdsvarvet upprustas och renoveras och skall stå klart under år 2011. Varvet kommer när renoveringen bli färdig att bli ett centrum för träbåtsrenovering[5]
- Beckholmen har återuppstått som varv, här bedrivs igen kommersiell och ideell maritim verksamhet i de tre dockorna, vid kajer och i verkstäderna.
- Galärvarvet har utöver Vasamuseet, museifartygen utanför och Båthall 1 och 2 fått alltfler inslag som visar prov på Stockholms maritima kulturhistoria.
- Rosenvik, öster om Djurgårdsvarvet har inte samma flerhundraåriga maritima tradition som större delen av övriga Sjögården, men de funktioner som nu finns där har ändock motiverat dess införlivande i intresseområdet.
- Nobelcenter. Stockholms sjögård utökar sin kritik mot att en ny stor byggnad förläggs på Blasieholmen och därigenom eliminerar den båt- och sjöfartsverksamhet som pågått på platsen sedan hundratals år.